# Южный Типперэри
Южный Типперэри (Южный Ридинг; англ. South Tipperary; ирл. Tiobraid Árann Theas) — административное графство на юге Ирландии. С 2014 входит в состав традиционного (исторического) графства Типперэри в провинции Манстер на территории Республики Ирландии. Столица и крупнейший город — Клонмел. Население 79 тыс. человек (2002).

## Физико-географическая характеристика
Графство расположено на юге Ирландии в долине реки Шур. Вместе с Северным Типперэри оно входит в состав исторического одноименного графства. На юге и юго-востоке проходит административная граница с графствами Уотерфорд и Корк, на западе с Лимериком, а на востоке с Килкенни.
Общая площадь Южного Типперэри составляет 2257 км².

## История
Графство Южный Типперэри было образовано в 1898 году, путём разделения исторического региона Типперэри на две части. В новой административно-территориальной единице появились свои суд и органы управления. Однако, многие жители до сих пор воспринимают два графства единым целым, благодаря общей истории двух провинций.

## Транспорт
Через территорию графства проходит железнодорожная ветка Корк — Турлес — Порт-Лиише; а также шоссе национального значения — N8 (Корк — Кахир — Порт-Лиише); N24 (Уотерфорд — Клонмел — Типперэри). 
Ближайшие аэропорты находится в соседних графствах Уотерфорд, Корк и Клэр.

## Здравоохранение

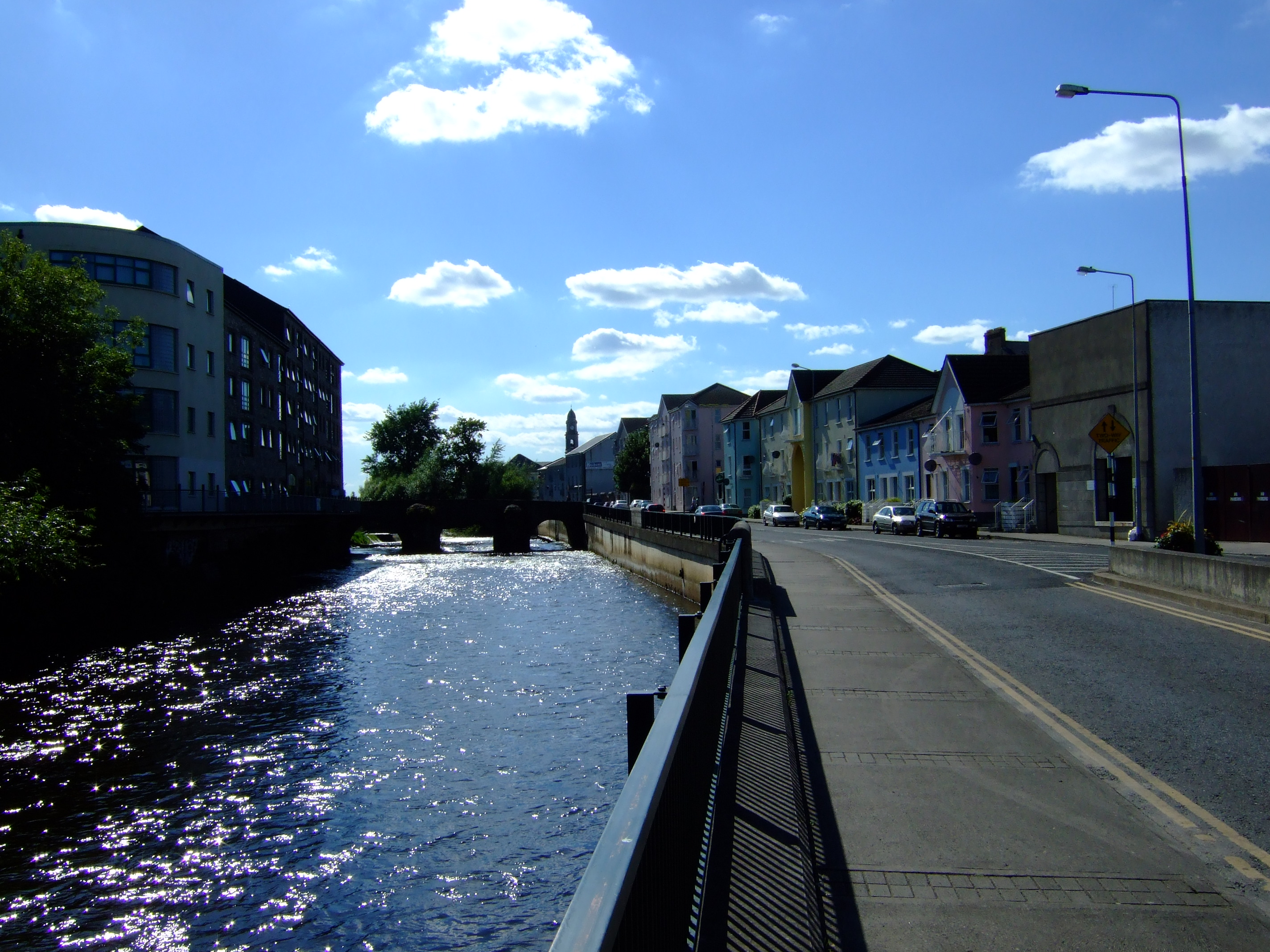
Одна из набережных города Клонмел

В Южном Типперэри зафиксирован самый низкий показатель детской смертности в стране: 0,9 на 1000 младенцев. Это сопоставимо с данными Северного Типперэри (2,9) и Дублина (3,4).